# 공룡시대 3
공룡시대 3(Land Before Time III: The Time Of The Great Giving)은 미국에서 제작된 로이 앨런 스미스 감독의 1995년 애니메이션 영화이다. 스콧 맥아피 등이 주연으로 출연하였고 로이 앨런 스미스 등이 제작에 참여하였다.

## 출연

### 주연
- 스콧 맥아피
- 캔데이스 헛슨
- 헤더 호갠
- 제프 베넷
- 롭 폴슨
- 존 잉글
- 린다 그레이
- 윗 허포드
- 니콜라스 게스트
- 트레스 맥닐
- 프랭크 웰커
- 스콧 멘빌
- 케네스 마스

## 제작진
- 배역: 앤드리아 로마노